# 花よりもなほ
『花よりもなほ』（はなよりもなお）は、2006年6月3日に公開された日本映画。主演は岡田准一。監督は是枝裕和。配給は松竹。

## ストーリー
時は元禄15年、今を遡ること300年。仇討ちに藩が賞金を出していた時代。主人公は、父の仇討ちのために信州松本から江戸に出てきた若い武士、青木宗左衛門。広い江戸で父の仇を探すこの男、実は剣の腕がからきしダメときた。貧しいながらも人情あふるる長屋で半年暮らすうち、あろうことか「仇討ちしない人生」もあると知ってしまった! はたして宗左衛門、仇討ちするのかしないのか?

## キャスト
- 青木宗左衛門（宗左） - 岡田准一
- おさえ - 宮沢りえ
- 貞四郎 - 古田新太
- 平野次郎左衛門 - 香川照之
- おのぶ - 田畑智子
- 乙吉 - 上島竜兵
- 孫三郎 - 木村祐一
- そで吉 - 加瀬亮
- 留吉 - 千原靖史
- 善蔵 - 平泉成
- お勝 - 絵沢萠子
- おりょう - 夏川結衣
- 伊勢勘 - 國村隼
- 重八 - 中村嘉葎雄
- 進之助 - 田中祥平
- 吉坊 - 田中碧海
- 健坊 - 木村飛影
- うめ - ひろみどり
- ゆき - 井内菜摘
- 代書屋 - 蟷螂襲
- 青木庄三郎 - 石橋蓮司
- 寺坂吉右衛門 - 寺島進
- 鈴田重八郎 - 遠藤憲一
- 横川勘平 - 田中哲司
- 青木宗右衛門 - 勝地涼
- 与力 - トミーズ雅
- 青木庄二郎 - 南方英二
- 金沢十兵衛 - 浅野忠信
- 小野寺十内 - 原田芳雄

## スタッフ
- 原案・脚本・編集・監督：是枝裕和
- 企画：安田匡裕
- プロデューサー：佐藤志保、榎望
- ラインプロデューサー：田口聖
- 音楽：タブラトゥーラ
- 撮影：山崎裕
- 美術：磯見俊裕、馬場正男
- 録音：弦巻裕
- 照明：石田健司
- 衣装：黒澤和子
- 殺陣：久世浩
- 書簡監修：秋永一枝
- 現像：IMAGICA
- 製作代表：迫本淳一、重延浩、川城和実、八木ケ谷昭次、藤島ジュリーK.、冨木田道臣
- 企画協力：「花よりもなほ」フィルムパートナーズ（松竹、エンジンフィルム、テレビマンユニオン、衛星劇場、ジェイ・ストーム、バンダイビジュアル、TOKYO FM）
- 製作協力：松竹京都映画
- 企画・製作：松竹